# Oeigoerse Rijk
Het Oeigoerse Rijk, Oeigoers Kaganaat of Orhun-Kanaat (Oeigoers/Gökturks/Turks: Uygur Kağanlığı) bestond tussen 745 - 940 nadat het eerdere Rijk der Göktürken instortte. Net als in dit rijk bestond het Oeigoerse Rijk uit een confederatie van verschillende Turkse stammen en volkeren, met de Oeigoerse Turken als belangrijkste bestuurslaag. Na 940 (sommige historici al na 840) spreekt men niet meer van het Oeigoerse Rijk, maar van een los Oeigoers stamverband.

## Oorsprong
Veel van wat momenteel bekend is over de Oeigoeren, is afkomstig uit Chinese bronnen. In Chinese bronnen staan Oeigoeren beter bekend als Haesoqq, Vei-ho, Hui-ho, Hueu-hu, Wei-wu en vele andere benamingen. Hierdoor is het moeilijk iets met zekerheid vast te stellen, omdat de Chinese verwijzingen ook kunnen slaan op een van de kleinere Turks-Oeigoerse stammen die zich weliswaar hadden aangesloten bij de Oeigoeren, maar nog steeds onafhankelijk gedroegen. Volgens oud-Turkse bronnen draagt 'Oeigoer' (Turks: 'Uygur') echter een van de volgende betekenissen:
- 1. "uy (werkwoord: aanpassen/volgen) + gur/gür (zelfstandig naamwoord: kracht/sterk)";
- 2. "oy (zelfstandig naamwoord: stam) + gur/gür (zelfstandig naamwoord: kracht/sterk)";
- 3. "oy (werkwoord: iemand neersteken en/of verwonden) + gur/gür (zelfstandig naamwoord: kracht/sterk)";
- 4. "uy (zelfstandig naamwoord: familie, bondgenoot) + gur/gür (zelfstandig naamwoord: kracht/sterk)".

Omdat de bronnen uit het Uygur Kağanlığı spreken van On Uygur On Dokuz-Oğuz Orhun Kağanlığı (Nederlands: Tien Oeigoer(-stammen), Tien Negen-Oğuz(-stammen) Orhun Khanaat) als de officiële naam van het rijk, zijn de betekenissen twee en vier het meest voor de hand liggend. Hierin betekent het woord 'Uygur' zoveel als 'Sterke Bondgenoten' of 'Krachtige Stamverbanden'. Hiermee zou het in de context On Uygur On Dokuz-Oğuz Orhun Kağanlığı, vertaald kunnen worden als "Tien Sterke Bondgenoten, Tien Negen-Oğuz(-stammen) in het Khanaat van de Orhun Vallei". De legendarische Oğuzen-stam, waar volgens de legende alle Turkse volkeren uit voortgekomen zijn, zou op dat moment namelijk bestuurd worden door negen familiestamhoofden. Hiermee wordt ook duidelijk dat het Oeigoerse Rijk meer weg had van een confederatie waarin verschillende Turkse volkeren samenwerkten.

## Beginperiode

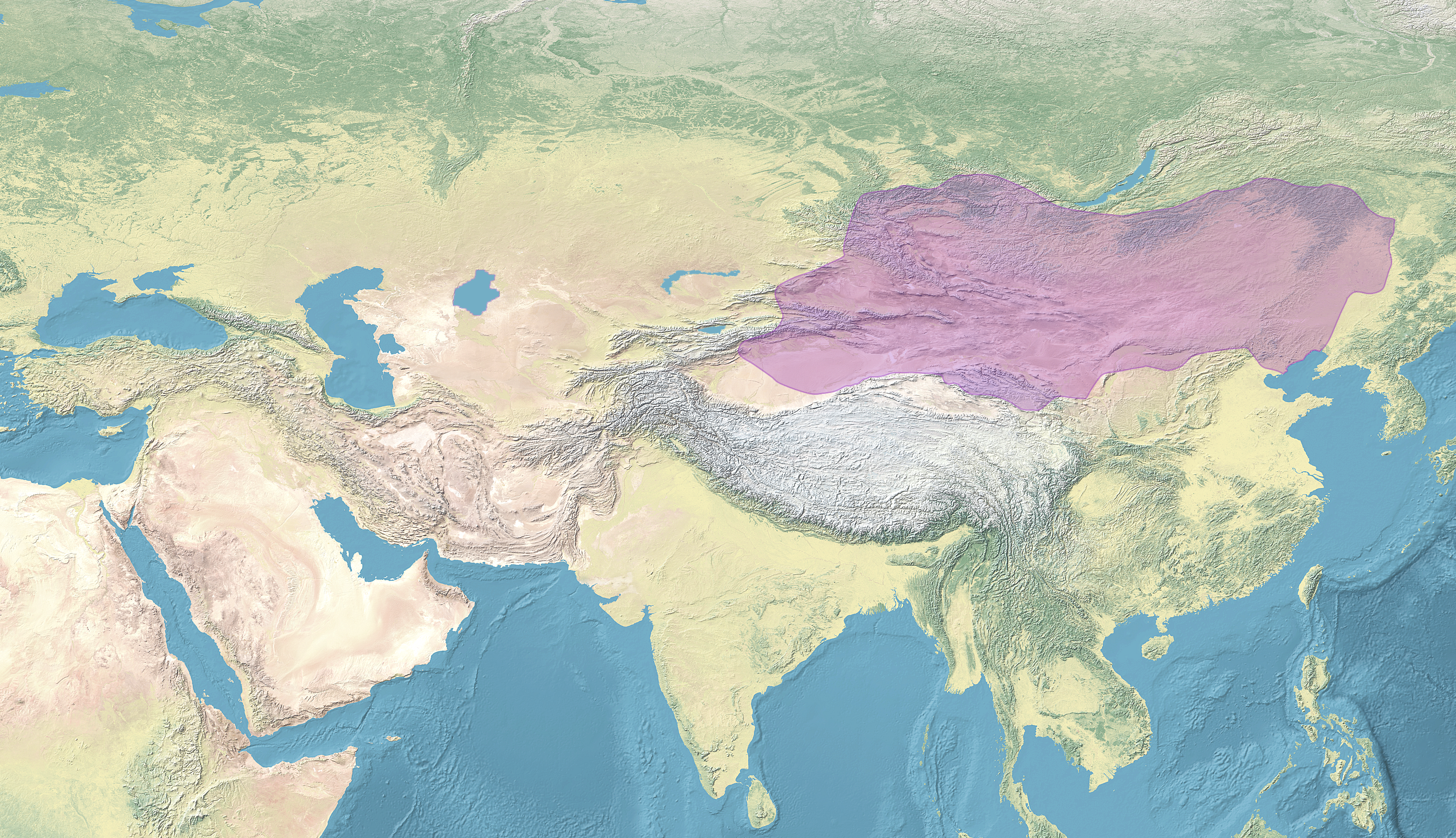
Het hoogtepunt van het Oeigoerse Imperium (Turks: Uygur İmparatorluğu) in 745-840. Geel: Leefgebied huidige Turkse volkeren.

De eerste Khan was Kutluğ Bilge Kül Kağan, maar hij stierf al na twee jaar in 747. Toch geldt hij als een van de belangrijkste heersers, niet alleen omdat hij de confederatie realiseerde, maar ook omdat hij de Orhun Vallei koos als centrum. Dit bleek, vanwege de Orhun Rivier en de vruchtbaarheid van de grond, een meesterzet. Kutluğ Bilge Kül Kağan leefde nog wel lang genoeg om zijn nieuwe hoofdstad Ordu-balık, die in opdracht van Kutluğ zelf ook in de Orhun Vallei was gebouwd, compleet te zien. Het Oeigoerse Rijk had een hoogontwikkelde beschaving, met veel aandacht voor literatuur en kunst. Hierdoor betekent het woord Uygar in vrijwel alle Turkse dialecten, inclusief het Turkije-Turks, het woord beschaving.

## Religie
In 762 bekeerde  de heerser Tengri Kağan zich na enkele ontmoetingen met manichese priesters  tot het manicheïsme. De elite van het rijk volgde, alsmede een groot deel van de rest van de bevolking. Het manicheïsme werd de dominante religie in het rijk. De bekering had ongetwijfeld ook strategische motieven. Sogdië was in die periode het  kerngebied van het manicheïsme.  Sogdische handelaren beheersten de oases langs de zijderoute in Turkestan, het gebied dat Centraal-Azië met het westen van China verbond. Invloed langs die route was van vitaal belang voor het Oeigoerse rijk. In die relatie moet die bekering dan ook gezien worden. De bekering werd vastgelegd in een proclamatie. Een kopie daarvan is bewaard gebleven als een inscriptie op een stele in Ordu-Baliq, de hoofdstad van het rijk. Het vermeldt onder meer het gebod op vegetarisme en het verbod op alcohol.

## Verval
Het verval van de Oeigoeren  begon met invallen rond 820 van een andere Turkse stam, de Kirgiezen. Toen deze Turkse stam rond 840 de Oeigoerse hoofdstad Ordu-Baliq innam en plunderde, verloor het Oeigoerse Rijk het gezag over vrijwel alle veroverde gebieden. Het gevolg was een verspreiding van het toenmalige Oeigoerse volk over meerdere delen van Centraal-Azië. Zij vormden twee nieuwe staten.
De eerste kwam tot stand in de huidige Chinese provincie Gansu en staat bekend als Yugor, dat ook de naam is van de huidige etnische groep die zijn afkomst naar die periode traceert. De Yugor zijn in de 21e eeuw met ongeveer 15.000 mensen een van de kleinste  van de officiële etnische groepen van de Volksrepubliek China. Even na 1030 werd deze staat onderworpen door de Tangoeten en ging deel uitmaken van hun koninkrijk.Er zijn een aantal historici van opvatting dat tot diep in de twintigste eeuw de Yugor de culturele opvattingen en gebruiken van de oorspronkelijke Oeigoeren het best hadden bewaard. Dat geldt in het bijzonder voor de taal van de Yugor. In de zogenaamde Westelijke Yugortaal zijn nog veel overeenkomsten te vinden met het oorspronkelijke Oeigoers uit de periode van het Oeigoerse Rijk.

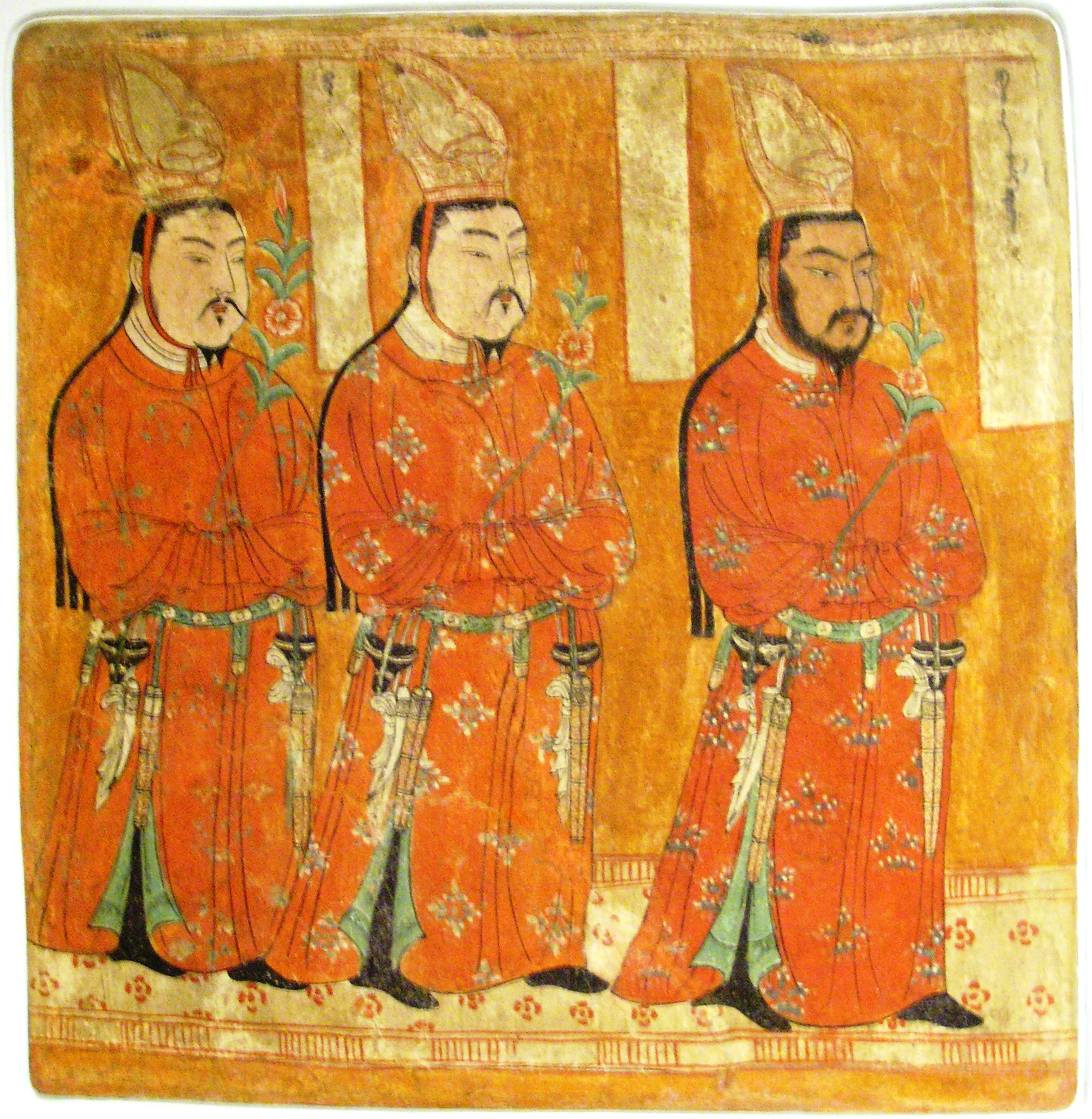
Muurschildering van Oeigoerse prinsen van het koninkrijk Qocho

De meerderheid van de Oeigoeren vormde het koninkrijk Qocho dat zijn basis had in een aantal oasesteden in het Tarimbekken, zoals Hami, Kucha, Turpan,  Gaochang en Bezeklik. Het gebied had eerder deel uitgemaakt van het rijk van de Chinese Han-dynastie. Ook de Tang-dynastie (618-907) had het gebied tot aan ongeveer 760 beheerst. Daarna maakte het tot midden negende eeuw deel uit van het Tibetaanse rijk. 
In het Tarimbekken mengden deze Oeigoeren zich met groepen van onder meer Tochaars sprekenden. De elite van het koninkrijk Qocho bleef het manicheïsme trouw. Het geloof werd echter in het gebied weer dat van een minderheid, omdat het moest concurreren met het boeddhisme en het nestorianisme. Aan het begin van de elfde eeuw is het manicheïsme uit het gebied verdwenen.De nabij Dunhuang gevonden manichese manuscripten en de muurschilderingen in diverse grotten dateren van de eerste honderd jaar van dit koninkrijk.
Qocho werd uiteindelijk een vazalstaat van de Kara-Kitan. Begin dertiende eeuw onderwierp de heerser van Kara -Kitan zich aan Dzjengis Khan. Het gebied werd tot aan 1335 een vazalstaat van het Mongoolse rijk en daarna van het kanaat van Chagatai.

## Lijst van heersers
- Kutluğ Bilge Kül Kağan (in Chinese bronnen: Gulipeilo, Guli-pei-lo of Ku-tu-lu Pi-Chia Chüeh Ko-han) (744-747), in de kronieken van de Chinese Tang-dynastie ook wel "Feng-i Wang" of "Husai-jen" genoemd.
- Bilge Kül Kağan (747-759), de eerste zoon van Kutluğ Bilge Kül Kağan.
- Tengri Kağan (759-779), de tweede zoon van Kutluğ Bilge Kül Kağan.
- Alp Kutluğ Bilge Kağan (voor zijn kroning bekend als: Tun Bağa Tarkan) (779-789), na 788 worden de Oeigoeren in Chinese kronieken niet meer als Huíhé maar als Huígu aangeduid.
- Külüg Bilge Kağan (789-790), de eerste zoon van Alp Kutluğ Bilge Kağan.
- Kutluğ Bilge Kağan (790-795), de tweede zoon van Alp Kutluğ Bilge Kağan. Omdat hij erg jong was, bestuurde generaal Kutluğ het rijk.
- Ay Tengride Ülüg Bulmış Alp Kutluğ Uluğ Bilge Kağan (795-805).
- Ay Tengride Kut Bulmış Külüg Bilge Kağan (805-808).
- Ay Tengri-de Kut Bulmış Alp Bilge Kağan (808-821).
- Kün Tengride Ülüg Bulmış Alp Küçlüg Bilge Kağan (821-824).
- Ay Tengride Kut Bulmış Alp Bilge Kağan (824-832).
- Ay Tengride Kut Bulmış Alp Külüg Bilgä Kağan (832-839), door een strenge winter stierven vrijwel alle vee en rijdieren. Het Oeigoerse Rijk raakte in verval en speelde vanaf dit punt geen rol van betekenis meer. Grote gebieden werden verloren en er bleef slechts een klein kerngebied over, waar verschillende Oeigoerse generaals staatsgreep na staatsgreep pleegden.
- Külüg Bağa (839-840).[1]

## Voetnoten
1. ↑  V. Minorsky, „Tamīm ibn Bahr’s Journey to the Uyghurs“, in: BSOAS 12, 1948, 275-305.